# Maria Carmela Lico
Maria Carmela Lico o Licco (1927-1985) va ser una fisiòloga nascuda a Itàlia i nacionalitzada brasilera.

## Carrera
Lico va passar la major part de la seva carrera realitzant investigacions en fisiologia, estudiant els mecanismes neurals del dolor al Departament de Fisiologia de la Facultat de Medicina de Ribeirão Preto (Brasil), facultat de la Universitat de São Paulo. va produir importants coneixements sobre el control descendent de la nocicepció per estructures límbiques, especialment en els nuclis septals.
Es va interessar per la neurociència conductual des dels seus estudis de pregrau. Mentre que la seva investigació de doctorat es va centrar principalment en la neuroendocrinologia i el control cardíac -el seu primer article va ser sobre un mètode per a la canulació aòrtica permanent en gripaus - aviat va fer equip amb el fisiòleg Miguel Rolando Covian en el camp de la neurofisiologia. Com la majoria dels investigadors sota la direcció de Covian, a Lico li interessaven una àmplia varietat de temes, i s'ha dit que la seva biblioteca personal -composta principalment per llibres de ficció i d'art- atestava aquesta observació. Juntament amb Venâncio Pereira Leite i Ricardo Francisco Marseillan, Lico va dedicar la major part del seu temps a produir manualment elèctrodes, cànules i d'altres equips necessaris per a la implementació de noves tècniques.

### Defunció
Lico va morir de càncer el 1985. En el moment de la seva mort s'exercia com a professora de la Facultat de Medicina de Ribeirão Preto de la Universitat de São Paulo.